# Ermita de Santa María (Aramunt)
Santa María de Aramunt, también llamada la Virgen del Campo, es una ermita románica del pueblo de Aramunt, perteneciente al municipio de Conca de Dalt, en el Pallars Jussá. Hasta 1969 formaba parte del término municipal de Aramunt.
Está situada poco más de 400 metros al noreste del pueblo de Aramunt Vell, al pie de la pista que desde las Eras lleva al antiguo pueblo.
Aunque inicialmente era románica, lo que se muestra aún en la construcción actual, ha sufrido con el paso de los siglos notables modificaciones, que la desfiguraron un poco.
Es de una sola nave, acabada a levante por un único ábside semicircular, de medidas bastante considerables, todo el conjunto. Ante la puerta, situada en la fachada occidental, hay un porche que protege la entrada, como no es extraño encontrar en las iglesias pirenaicas.